# Pimp to Eat
Singles
1. 2005
Sortie : 2000

Pimp to Eat est l'unique album des Analog Brothers, groupe qui rassemble Ice-T (Ice Oscillator), Kool Keith (Keith Korg), Pimp Rex (Rex Roland), Black Silver (Silver Synth) et Marc Live (Mark Moog), sorti le 13 juin 2000.

## Liste des titres
| No  | Titre                                           | Durée |
| --- | ----------------------------------------------- | ----- |
| 1.  | Analog Brother's Intro                          | 3:41  |
| 2.  | Analog Technics (featuring Odd Oberhiem)        | 4:52  |
| 3.  | More Freaks                                     | 4:03  |
| 4.  | 2005 (featuring Odd Oberhiem)                   | 4:29  |
| 5.  | So Bad                                          | 4:03  |
| 6.  | Analog Annihilator Vrs. Silver Surfer           | 3:49  |
| 7.  | Perms Baldheads Afro's & Dred's                 | 4:09  |
| 8.  | Who Wana Be Down (featuring Rhyme Syndicate)    | 4:43  |
| 9.  | Country Girl                                    | 4:03  |
| 10. | War (featuring DJ Cisco et H Bomb)              | 4:04  |
| 11. | Double Back                                     | 3:48  |
| 12. | We Sleep Days (featuring Jacky Jasper)          | 3:43  |
| 13. | Bionic Oldsmobile                               | 4:27  |
| 14. | Shut Down Show (featuring Synth-A-Size Sisters) | 3:24  |
| 15. | Once I Get It (featuring Teflon)                | 1:04  |
| 16. | Analog Outro                                    | 2:19  |